# Death 'n' roll
Death 'n' roll (portmanteau de la death metal și rock 'n' roll) este un subgen al muzicii death metal care încorporează elemente de hard rock. Efectul obținut este combinația dintre simbolul death metal-ului - death growl și chitare distorsionate reglate jos riffând cu elemente reminiscente din anii 1970 ai muzicii hard rock și heavy metal. Reprezentanți notabili ai genului sunt formațiile Entombed, Gorefest și The Cumshots.